# 4402 Tsunemori
4402 Tsunemori је астероид главног астероидног појаса чија средња удаљеност од Сунца износи 2,890 астрономских јединица (АЈ).
Апсолутна магнитуда астероида је 12,1.